# Krupá (Poprad)
Die Krupá (auch Krupa, deutsch Krupabach) ist ein kurzer Bach in der Nordslowakei und einer der Quellflüsse des Poprad in der Landschaft Zips (slowakisch Spiš).
Der Bach entsteht als Abfluss aus dem Bergsee Popradské pleso (deutsch Poppersee) und ist eine Fortsetzung des Bachs Ľadový potok, der in den See aus dem Tal Zlomiská kommend mündet. Die Krupá vereinigt sich auf einer Höhe von etwa 1300 m n.m. mit dem orographisch rechts gesehenen Bach Hincov potok zum Poprad.
Die Deutung des Namens ist unklar.